# El Frago
El Frago – gmina w Hiszpanii, w prowincji Saragossa, w Aragonii, o powierzchni 33,76 km². W 2011 roku gmina liczyła 109 mieszkańców.